# 新浦市
新浦市（シンポし）は、朝鮮民主主義人民共和国咸鏡南道の都市。人口約16万人。

## 地理
平壌の東160kmほどにあり、東朝鮮湾にのぞむ。

## 行政区画
16洞・6里を管轄する。
| - 光福一洞（クァンボギルトン） - 光福二洞（クァンボギドン） - 東湖一洞（トンホイルトン） - 東湖二洞（トンホイドン） - 蓮湖洞（リョノドン） - 六坮一洞（リュクテイルトン） - 六坮二洞（リュクテイドン） - 馬養洞（マヤンドン） - 新興洞（シヌンドン） - 陽地洞（ヤンジドン） - 漁港洞（オハンドン） | - 浦項洞（ポハンドン） - 豊漁洞（プンオドン） - 海山洞（ヘサンドン） - 海岩一洞（ヘアミルトン） - 海岩二洞（ヘアミドン） - 龍中里（リョンジュンニ） - 宝珠里（ポジュリ） - 富昌里（プチャンニ） - 新豊里（シンプンニ） - 新湖里（シノリ） - 陽化里（ヤンファリ） |

## 歴史
古代にはこの地域を沃沮が支配しており、三国時代には高句麗の領土であった。高麗時代には高麗の影響が及ばなかったが、恭愍王の時代に双城総管府を攻撃して回復した。当初はそれほど大きくない港町で、北青郡に属していた。その当時につけられた名前が新しい港を意味する「新浦」であった。1952年に北青郡の一部を分離して新浦郡を設置し、1960年に市に改編された。
この節の出典

### 新浦郡
- 1952年12月 - 郡面里統廃合により、咸鏡南道北青郡新浦面・陽化面、洪原郡龍源面・龍浦面をもって、新浦郡を設置。新浦郡に以下の邑・里が成立。(1邑23里)
  - 新浦邑・宝珠里・新湖里・六坮里・馬養島里・湖南里・東湖里・新豊里・龍成里・三成里・龍中里・霊武里・龍三里・中書里・雲下里・東中里・中隠里・龍浦里・龍新里・富昌里・蓮湖里・湖満浦里・芳佳坮里・陽化里
- 1952年末 (1邑3労働者区20里)
  - 六坮里が六坮労働者区に昇格。
  - 東湖里が東湖労働者区に昇格。
  - 馬養島里が馬養島労働者区に昇格。
- 1953年12月 (1邑3労働者区20里)
  - 宝珠里の一部が霊武里に編入。
  - 馬養島労働者区が馬養島里に降格。
  - 蓮湖里が蓮湖労働者区に昇格。

### 新浦市
- 1960年10月 - 新浦郡廃止。咸鏡南道新浦郡新浦邑・宝珠里・新湖里・六坮労働者区・馬養島里・湖南里・東湖労働者区・新豊里・霊武里・富昌里・蓮湖労働者区・陽化里および龍中里・龍成里の各一部地域をもって、新浦市を設置。(10洞8里)
  - 新浦邑の一部が分立し、海岩洞・漁港洞・浦項洞・海山洞が発足。
  - 蓮湖労働者区の一部が分立し、蓮湖洞・光福洞が発足。
  - 新浦邑の残部・蓮湖労働者区の残部が合併し、新興洞が発足。
  - 龍成里・龍中里が合併し、龍中里が発足。
  - 六坮労働者区が六坮洞に昇格。
  - 東湖労働者区が東湖洞に昇格。
  - 霊武里が霊武洞に昇格。
- 1967年10月 (12洞8里)
  - 海岩洞が分割され、海岩一洞・海岩二洞が発足。
  - 六坮洞が分割され、六坮一洞・六坮二洞が発足。
- 1971年5月 - 馬養島里が馬養島労働者区に昇格。(12洞1労働者区7里)
- 1974年1月 (13洞15里)
  - 新昌郡広川里・西興里・南興里・中興里・琴湖里・梧梅里・湖満浦里・江上里を編入。
  - 馬養島労働者区が馬養洞に昇格。
- 1977年3月 - 霊武洞が豊漁洞に改称。(13洞15里)
- 1986年12月 - 中興里が俗厚里に改称。(13洞15里)
- 1991年9月 (16洞15里)
  - 六坮一洞の一部が分立し、陽地洞が発足。
  - 光福洞が分割され、光福一洞・光福二洞が発足。
  - 東湖洞・陽化里・富昌里の各一部が合併し、東湖一洞が発足。
  - 東湖洞の残部・陽化里の一部が合併し、東湖二洞が発足。
- 1995年9月 - 琴湖里・江上里・湖満浦里・梧梅里・俗厚里・南興里・西興里・広川里が新設の琴湖地区に編入。(16洞7里)
- 1995年末 - 湖南里が琴湖地区に編入。(16洞6里)

## 経済
天然の良港があるため漁業が国内でも特に盛んである。また水産加工業や造船業も盛ん。

## 軍事
新浦港及び馬養島（マヤンド）には朝鮮人民軍海軍最大級の潜水艦基地が存在する。

## 軽水炉建設
朝鮮半島エネルギー開発機構（KEDO）が建設している軽水炉は当地の琴湖（クムホ）地区にある。それゆえかここの住人は食糧危機の際も食糧配給が正常に行われたという。
ただし核問題のため撤退が進んでいる。

## 交通
- 平羅線
  - 豊漁駅 - 六坮洞駅 - 新浦駅 - 陽化駅